# Thomas Gottschalk
Thomas Johannes Gottschalk (Bamberg, 18 de maio de 1950) é um apresentador de televisão e ator alemão.

## Filmografia
- 1979: Summer Night Fever
- 1982: Piratensender Powerplay
- 1983: Monaco Franze – Der ewige Stenz
- 1983: Die Supernasen (Darsteller & Autor)
- 1983: Bolero
- 1984: Heut' abend (Talkshow)
- 1984: Zwei Nasen tanken Super (Darsteller & Autor)
- 1984: Mama Mia – Nur keine Panik
- 1985: Big Mäc – Heiße Öfen in Afrika
- 1985: Die Einsteiger (Darsteller & Autor)
- 1986: Miko – aus der Gosse zu den Sternen
- 1987: Zärtliche Chaoten (Darsteller & Autor)
- 1988: Zärtliche Chaoten II (Darsteller, Autor & Regie)
- 1989: Kuck mal, wer da spricht! (Look Who’s Talking, Stimme für Mikey)
- 1990: Highway Chaoten (Think Big)
- 1990: Eine Frau namens Harry
- 1990: Kuck mal, wer da spricht 2 (Look Who’s Talking Too, Stimme für Mikey)
- 1991: Keep on Running (Autor)
- 1991: Trabbi goes to Hollywood
- 1992: Der Ring der Musketiere (Ring of the Musketeers)
- 1993: Sister Act 2 – In göttlicher Mission (Sister Act 2: Back in the Habit)
- 1994: Weihnachten mit Willy Wuff (Stimme für Dicker)
- 1998: Frühstück mit Einstein
- 1999: Late Show
- 2002: Joe & Max (Produzent)
- 2004: Garfield – Der Film (Stimme für Garfield)
- 2007: Triff die Robinsons (Meet the Robinsons, Stimme für Cornelius Robinson)
- 2008: 1½ Ritter – Auf der Suche nach der hinreißenden Herzelinde
- 2009: Sturm der Liebe (Gastauftritt in Folge 895)
- 2009: Das Traumschiff (Folge 60)
- 2011: Der Zoowärter (Zookeeper)
- 2012: Hubert & Staller (Folge 15)

## Música (Singles)
- 1980: G.L.S.-United – Rappers Deutsch (Thomas Gottschalk, Frank Laufenberg und Manfred Sexauer)
- 2001: Thomas Gottschalk & Die Besorgten Väter – What Happened To Rock 'n' Roll